# Gabrielle Senft

a Compétitions nationales et continentales officielles uniquement.

b Matchs officiels uniquement.
Gabrielle « Gabby » Senft, née le 13 juin 1997 à Regina (Canada), est une joueuse internationale canadienne de rugby à XV évoluant aux postes de troisième ligne centre et de troisième ligne aile. Elle joue en Angleterre, aux Saracens.
En 2024, elle remporte le championnat de France avec le Stade bordelais.

## Biographie
Gabby Senft naît le 13 juin 1997 à Regina dans la Saskatchewan. Elle commence à jouer au rugby à XV à l'âge de quinze ans.
Elle fait ses débuts internationaux avec le Canada en 2018 contre l'Angleterre.
Après un court passage aux Bristol Bears de décembre à janvier, elle part jouer en Australie, avec les Queensland Reds. Elle arrive trop tard pour participer au Super Rugby Women's 2019 (en) mais participe à la compétition en 2020 (en), édition tronquée par la pandémie de Covid-19. Elle doit alors rentrer au Canada.
En janvier 2022, elle signe avec les Exeter Chiefs en Angleterre et atteint la finale du championnat. Elle compte dix sélections en équipe du Canada quand elle est retenue en septembre 2022 pour disputer la Coupe du monde en Nouvelle-Zélande. Les Canadiennes vont jusqu'en demi-finale.
Au mois de juin 2023, elle est sélectionnée pour préparer la Pacific Four Series dont elle dispute le troisième match contre les Wallaroos. À l'automne, elle participe au WXV sous les couleurs du Canada qui se classe deuxième. En club, elle rejoint par la suite le Stade bordelais.
Au printemps 2024, elle est à nouveau retenue pour participer à la Pacific Four Series, compétition au cours de laquelle le Canada bat les États-Unis, l'Australie et la Nouvelle-Zélande. Au mois de juin, elle devient championne de France avec les Lionnes du Stade bordelais, après une victoire face à l'ASM Romagnat en finale.
À l'issue de la saison, elle s'engage avec les Saracens.

## Palmarès

### En club
- Finaliste du Championnat d'Angleterre en 2022.
- Vainqueur du Championnat de France en 2024.

### En équipe nationale
- Vainqueur de la Pacific Four Series en 2024.